# Dendrelaphis tristis
Espèce
Synonymes
- Coluber tristis Daudin, 1803
- Leptophis mancas Bell, 1825
- Dendrophis maniar Boie, 1827
- Dendrophis scandens Boie, 1827
- Chrysopelea boieii Smith, 1837

Dendrelaphis tristis est une espèce de serpents de la famille des Colubridae.

## Répartition
Cette espèce se rencontre :
- en Inde ;
- au Népal ;
- au Sri Lanka.

Sa présence est incertaine au Pakistan.

## Description

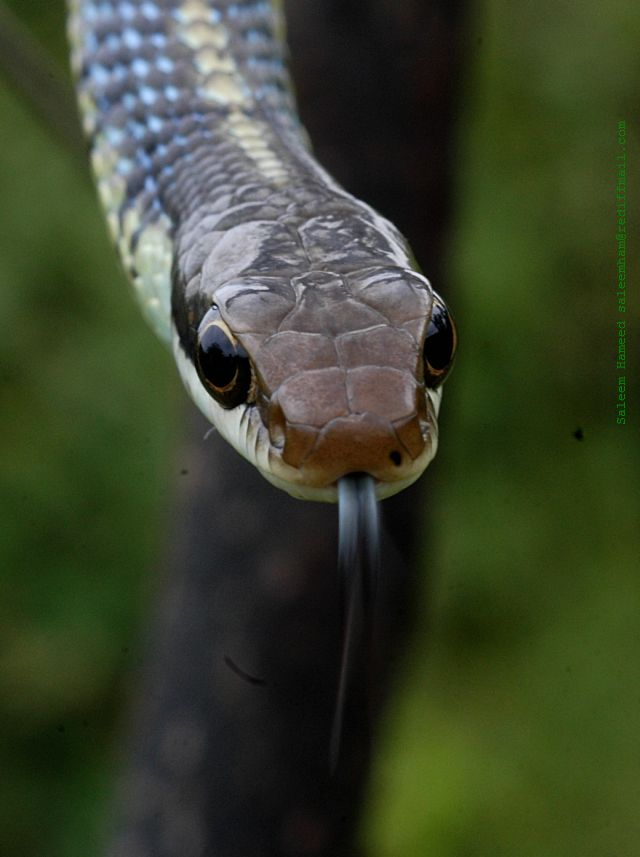
Dendrelaphis tristis, détail de la tête.

Dendrelaphis tristis est un serpent arboricole diurne.

## Publication originale
- Daudin, 1803 : Histoire Naturelle Générale et Particulière des Reptiles, vol. 6.